# Enric Gensana
Enric Gensana Merola (Lleida, 1936. június 3. – Barcelona, 2005. szeptember 28.) válogatott spanyol labdarúgó, hátvéd.

## Pályafutása

### Klubcsapatban
1954 és 1956 között a Lleida, 1956 és 1966 között a Barcelona labdarúgója volt. 1965-ben Osasuna, majd 1965–66-ban a Condal csapatában szerepelt kölcsönben. Térdsérülése miatt 1966–67-ben a Condal együttesében fejezte be az aktív játékot. A Barcelona csapatávak két spanyol bajnoki és három kupagyőzelmet ért el. Tagja volt az 1958-as és 1960-as VVK-győztes együttesnek.  Az 1960–61-es idényben BEK-döntős volt a csapattal.

### A válogatottban
1957 és 1961 között tíz alkalommal szerepelt a spanyol válogatottban és két gólt szerzett.

## Sikerei, díjai
FC Barcelona
- Spanyol bajnokság (La Liga)
  - bajnok (2): 1958–59, 1959–60
- Spanyol kupa (Copa del Generalísimo)
  - győztes (3): 1957, 1959, 1963
- Bajnokcsapatok Európa-kupája (BEK)
  - döntős: 1960–61
- Vásárvárosok kupája (VVK)
  - győztes (2): 1955–58, 1958–60

## Statisztika

### Mérkőzései a spanyol válogatottban
| Spanyolország | Spanyolország      | Spanyolország                     | Spanyolország | Spanyolország | Spanyolország | Spanyolország | Spanyolország | Spanyolország |
| #             | Dátum              | Helyszín                          | Hazai         | Eredmény      | Vendég        | Kiírás        | Gólok         | Esemény       |
| ------------- | ------------------ | --------------------------------- | ------------- | ------------- | ------------- | ------------- | ------------- | ------------- |
| 1.            | 1957. május 26.    | Madrid, Santiago Bernabéu stadion | Spanyolország | 4 – 1         | Skócia        | vb-selejtező  | -             |               |
| 2.            | 1958. március 19.  | Frankfurt, Waldstadion            | NSZK          | 2 – 0         | Spanyolország | barátságos    | -             |               |
| 3.            | 1959. február 28.  | Róma, Stadio dei Centomila        | Olaszország   | 1 – 1         | Spanyolország | barátságos    | -             |               |
| 4.            | 1959. június 28.   | Chorzów, Stadion Śląski           | Lengyelország | 2 – 4         | Spanyolország | NEK-selejtező | -             |               |
| 5.            | 1959. október 14.  | Madrid, Santiago Bernabéu stadion | Spanyolország | 3 – 0         | Lengyelország | NEK-selejtező | 1             | 69'           |
| 6.            | 1959. november 22. | Valencia, Estadio Mestalla        | Spanyolország | 6 – 3         | Ausztria      | barátságos    | -             |               |
| 7.            | 1960. március 13.  | Barcelona, Camp Nou               | Spanyolország | 3 – 1         | Olaszország   | barátságos    | -             | 46'           |
| 8.            | 1961. április 2.   | Madrid, Santiago Bernabéu stadion | Spanyolország | 2 – 0         | Franciaország | barátságos    | 1             | 30'           |
| 9.            | 1961. április 19.  | Cardiff, Ninian Park              | Wales         | 1 – 2         | Spanyolország | vb-selejtező  | -             |               |
| 10.           | 1961. május 18.    | Madrid, Santiago Bernabéu stadion | Spanyolország | 1 – 1         | Wales         | vb-selejtező  | -             |               |
|               | Összesen           |                                   |               | 10            | mérkőzés      |               | 2             | gól           |